# Cerro Phekheñ Khara
Cerro Phekheñ Khara är ett berg i Bolivia.   Det ligger i departementet La Paz, i den centrala delen av landet, 400 km nordväst om huvudstaden Sucre. Toppen på Cerro Phekheñ Khara är 4 348 meter över havet, eller 118 meter över den omgivande terrängen. Bredden vid basen är 3,3 km.
Terrängen runt Cerro Phekheñ Khara är kuperad åt sydväst, men åt nordost är den bergig. Runt Cerro Phekheñ Khara är det glesbefolkat, med 12 invånare per kvadratkilometer.. Närmaste större samhälle är Calamarca, 18,0 km sydväst om Cerro Phekheñ Khara. 
Omgivningarna runt Cerro Phekheñ Khara är i huvudsak ett öppet busklandskap.